# Rizosfera

Il·lustració de la rizosfera
A: Bacteris consumidors d'amebes
BL: Bacteris d'energia limitada
BU: Bacteris d'energia no limitada
RC: Carboni derivat de les arrels
SR: Cèl·lules mudades de la ilositat de les arrels
F: Hifes de fongs
N: Cuc nematode

La rizosfera (derivat del grec antic ριζα significant arrel i esfera) és la zona que envolta l'aparell radicular més jove de les plantes És la regió estreta del sòl que està directament influenciada per les secrecions de les arrels i els seus microorganismes associats. Existeixen entre deu i cinquanta vegades més d'organismes a la rizosfera que a la resta del sòl. La rizosfera conté molts bacteris que s'alimenten de les descamacions de les cèl·lules vegetals (el que s'anomena rizodeposició), i de les proteïnes i sucres alliberats per les arrels. Sembla que a través de l'exsudació i rizodeposició les plantes seleccionen les comunitats de
microorganismes que s'estableixen en la zona de la rizosfera. Els protozous i els nematodes són molt abundants en la rizosfera. Per tant, gran part del cicle de nutrients i supressió de malalties que necessiten les plantes ocorre en la part adjacent immediata de les arrels.
Les plantes secreten molts compostos: Les estrigolactones, secretades i detectades per les micorices estimulen la germinació d'espores i fan els canvis perquè la micorriza colonitzi l'arrel. La planta paràsita Striga també detecta les estrigolactones i germina quan les detecta; els bacteris simbiòtic de la fixació del nitrogen com les espècies del gènere Rhizobium detecten un compost secretat per les arrels de les lleguminoses i infecten l'arrels, que forma els nòduls radiculars.
Encara que això depassa l'àmbit estricte de la rizosfera, cal mencionar que algunes plantes secreten productes al·lelopàtics des de les seves arrels per inhibir el creixement d'altres organismes. En el control biològic de plagues, l'estudi de les interaccions entre els diversos organismes actius a la rizosfera obre perspectives interessants: així per exemple la introducció d'un fong de la família del trichoderma va mostrar-se eficaç en la lluita contra la verticulosis de les oliveres.